# Giorgio Draskovic
Giorgio Draskovic, noto anche con lo pseudonimo di Pellikan (Firenze, 13 maggio 1949 – Terracina, 5 maggio 2019), è stato un produttore cinematografico italiano.

## Biografia

Giorgio Draskovic capocorso alla Nunziatella (1968)

Figlio di un generale dell'Aeronautica Militare, proveniva da una nobile famiglia fiorentina di origini croate (la grafia originaria del cognome è Drašković). Cugino di Silvia Costa, ha frequentato il ginnasio presso l'istituto Massimiliano Massimo di Roma. Ha successivamente frequentato la Scuola Militare Nunziatella di Napoli come capocorso del corso 1965-68. Dopo un breve periodo come allievo dell'Accademia Aeronautica, ha abbandonato la carriera militare per intraprendere gli studi di legge, laureandosi con lode in Diritto Industriale Comparato nel 1974.
Dal febbraio 1977 e per il decennio successivo è stato un manager della Banca Nazionale del Lavoro, ed in particolare dal gennaio 1985 all'ottobre 1987 è stato General Manager della IFC Ltd., sussidiaria australiana della BNL. In questo periodo, ha acquisito la cittadinanza australiana.
Abbandonata la carriera nel settore bancario, si è dedicato alla propria passione per la cinematografia in collaborazione con il regista Rolf de Heer, producendo i film Bad Boy Bubby, che ottenne il Leone d'argento - Gran premio della giuria alla Mostra internazionale d'arte cinematografica di Venezia del 1993; e Dingo, che vide la partecipazione come attore del celebre jazzista Miles Davis e fu candidato al premio AACTA al miglior film.
Fortemente legato alla Nunziatella, e nuovamente trasferitosi in Italia, negli anni Novanta del XX secolo è stato il primo promotore di programmi di mentoring per gli allievi della Scuola Militare.
Dopo una lunga malattia, è morto a Terracina a 69 anni.